# Азоли
Азо́ли (англ. azoles) — п'ятичленні ароматичні гетероцикли, що містять принаймні один піридиновий атом N в циклі. Можуть бути конденсованими з іншими як карбо-, так і гетероциклічними кільцями різних розмірів; азоли, які містять ще й інші гетероатоми, мають назву — елементоазоли (наприклад, тіазоли, селеназоли).
Для них азолів (крім імідазолу) характерні слабкі основні властивості. Основність таких сполук знижується зі збільшенням кількості піридинових атомів N в ароматичному циклі.